# سادیان مرق
سادیان، روستایی از توابع بخش برزک شهرستان کاشان در استان اصفهان ایران است.

## زبان
گویش مردم سادیان یکی از گویش‌های زبان راژی در شاخهٔ زبان‌های ایرانی مرکزی است.

## جمعیت
این روستا در دهستان بابا افضل قرار دارد و براساس سرشماری مرکز آمار ایران در سال ۱۳۸۵، جمعیت آن ۴۵۰ نفر (۱۲۳خانوار) بوده‌است.